# Gunnar Ericsson (företagare)
Gunnar Lennart Wilhelm Ericsson i riksdagen kallad Ericsson i Åtvidaberg, född 29 juni 1919 i Kungsholms församling i Stockholm, död 24 december 2013 i Mölle, Brunnby församling, Skåne län, var en svensk företagsledare, idrottsledare och folkpartistisk politiker.

## Biografi

### Bakgrund och yrkesliv
Gunnar Ericsson var son till politikern och industrimannen Elof Ericsson och Olga Fröding. Han avlade studentexamen i Sigtuna 1938 och tog officersexamen 1941. Han blev civilekonom vid Handelshögskolan i Stockholm år 1946 och började därefter arbeta under sin far vid AB Åtvidabergs Industrier (senare Facit AB). Gunnar Ericsson var vd 1957–1970 och därefter styrelseordförande 1970–1978. År 1972 hamnade Facit AB i en djup ekonomisk kris och Ericsson blev tvungen att tillsammans med de andra ägarna att sälja det krisdrabbade företaget till Electrolux. Styrelsen byttes ut efter Electrolux köp, men Gunnar Ericsson kvarstod som styrelseordförande till 1978. Den reella makten över bolaget låg dock hos Electrolux-chefen Hans Werthén och Anders Scharp.

### Politik
Han var riksdagsledamot 1969–1972 för Östergötlands läns valkrets (fram till 1970 i andra kammaren). I riksdagen var han bland annat suppleant i bankoutskottet och i bevillningsutskottet 1969–1970. Som riksdagspolitiker engagerade han sig inte minst i skilda näringslivsfrågor, såsom momsregler, konkurrensfrågor och investeringar i u-länder.

### Hedersuppdrag
Ericsson invaldes 1970 som ledamot av Ingenjörsvetenskapsakademien. Gunnar Ericsson hade också många uppdrag inom idrottsrörelsen, bland annat som ordförande i Svenska Fotbollförbundet 1970–1975 och som ledamot av Internationella olympiska kommittén (IOK) 1965–1996. Han var från 1996 hedersledamot i IOK.

### Familj och privatliv
Gunnar Ericsson var från 1947 till sin bortgång gift med Stina Henning (1927–2017), dotter till skådespelaren Uno Henning och Ragni Frisell samt halvsyster till skådespelaren Eva Henning. De fick barnen Anders 1948, Christina 1949, Thomas 1951, Mats 1952, Staffan 1955 och Eva 1961.
Från 1980 bodde Gunnar Ericsson i Mölle i Höganäs kommun. Han är begraven på Brunnby kyrkogård.